# Daniel Eigenmann
Daniel Eigenmann (* 1. Februar 1992 in Uzwil) ist ein Schweizer Eishockeyspieler, der seit April 2022 beim EHC Visp aus der Swiss League unter Vertrag steht und dort auf der Position des Verteidigers spielt. Zuvor spielte Eigenmann bereits beim EHC Biel, Lausanne HC, Rapperswil-Jona Lakers, Genève-Servette HC und HC Ajoie in der National League.

## Karriere
Eigenmann durchlief die Nachwuchsbewegung des HC Thurgau und der GCK Lions. Während 2009 und 2013 spielte der Verteidiger parallel in der National League B (NLB) bei den GCK Lions. Während der Spielzeit 2012/13 fungierte er als Kapitän und konnte mit dem EHC Biel seine erste Partie in der National League A (NLA) bestreiten. In den folgenden Spielzeiten unterschrieb er beim Lausanne HC und den Rapperswil-Jona Lakers. Doch Eigenmann konnte sich nie wirklich in der höchsten Schweizer Liga etablieren und wurde zum HC Thurgau und zum HC La Chaux-de-Fonds ausgeliehen.
Zur Saison 2015/16 unterschrieb der Abwehrspieler beim NLB-Teilnehmer Hockey Thurgau und wurde dort zum Mannschaftskapitän ernannt. Bei den Ostschweizern spielte er eine hervorragende Saison und erzielte 19 Punkte in 45 Spielen. In der folgenden Saison entschied Eigenmann sich für zwei Spieljahre dem HC La Chaux-de-Fonds anzuschliessen. Dort erzielte er in seiner ersten Saison 32 Punkte. Während der nächsten vier Jahre versuchte er es beim EHC Olten und HC Ajoie. Bei den Jurassiern gelang ihm sein erster Meistertitel in der Swiss League und der Aufstieg in die National League.
Mit 30 Jahren entschied sich Eigenmann im Sommer 2022 für einen Dreijahresvertrag beim EHC Visp. Seine erste Saison war dabei seine beste Saison in seiner Karriere, in der er in 51 Partien insgesamt 39 Punkte, darunter elf Tore, erzielte. Nach dem Ausscheiden im Playoff-Viertelfinal wurde er an den Genève-Servette HC ausgeliehen. Dabei gelang ihm der Gewinn des Schweizer Meistertitels. In der Saison 2024/25 wurde er zum Kapitän ernannt und führte seine Mannschaft nach elf Jahren wieder zum Meistertitel der zweiten Spielklasse.

### International
Eigenmann lief für die Altersklassen U17, U18, U19 und U20 für die Nachwuchsnationalmannschaften der Swiss Ice Hockey Federation auf. An einem grossen internationalen Turnier nahm er nicht teil.

## Erfolge und Auszeichnungen
| - 2010 Schweizer U20-Junioren-Meister mit den GCK Lions - 2011 Schweizer U20-Junioren-Meister mit den GCK Lions - 2012 Schweizer U20-Junioren-Meister mit den GCK Lions | - 2021 Meister der Swiss League und Aufstieg in die National League mit dem HC Ajoie - 2023 Schweizer Meister mit dem Genève-Servette HC - 2025 Meister der Swiss League mit dem EHC Visp |

## Karrierestatistik
Stand: Ende der Saison 2024/25
(Legende zur Spielerstatistik: Sp oder GP = absolvierte Spiele; T oder G = erzielte Tore; V oder A = erzielte Assists; Pkt oder Pts = erzielte Scorerpunkte; SM oder PIM = erhaltene Strafminuten; +/− = Plus/Minus-Bilanz; PP = erzielte Überzahltore; SH = erzielte Unterzahltore; GW = erzielte Siegtore; 1 Play-downs/Relegation; Kursiv: Statistik nicht vollständig)